# Cattedrali nei Territori Britannici d'Oltremare
Questa è una lista delle cattedrali dei Territori Britannici d'Oltremare

## Bermuda
| Cattedrale                                                             | Diocesi                                 | Città    | Dedicazione             | Immagine |
| ---------------------------------------------------------------------- | --------------------------------------- | -------- | ----------------------- | -------- |
| Cattedrale di Santa Teresa di Lisieux St. Theresa's Cathedral          | Diocesi cattolica di Hamilton a Bermuda | Hamilton | Santa Teresa di Lisieux |          |
| Cattedrale della Santissima Trinità Cathedral of the Most Holy Trinity | Chiesa anglicana di Bermuda             | Hamilton | Santa Trinità           |          |

## Gibilterra
| Cattedrale                                                               | Diocesi                                   | Città      | Immagine |
| ------------------------------------------------------------------------ | ----------------------------------------- | ---------- | -------- |
| Cattedrale di Santa Maria Incoronata Cathedral of Saint Mary the Crowned | Diocesi cattolica di Gibilterra           | Gibilterra |          |
| Cattedrale della Santa Trinità Cathedral of the Holy Trinity             | Diocesi anglicana di Gibilterra in Europa | Gibilterra |          |

## Isole Falkland
| Cattedrale                                          | Diocesi                                   | Città        | Dedicazione | Immagine |
| --------------------------------------------------- | ----------------------------------------- | ------------ | ----------- | -------- |
| Cattedrale di Christ Church Christ Church Cathedral | Parrocchia anglicana delle Isole Falkland | Port Stanley | Gesù        |          |

## Sant'Elena, Ascensione e Tristan da Cunha
| Cattedrale                                 | Diocesi                         | Città     | Dedicazione        | Immagine |
| ------------------------------------------ | ------------------------------- | --------- | ------------------ | -------- |
| Cattedrale di San Paolo St. Paul Cathedral | Diocesi anglicana di Sant'Elena | Jamestown | San Paolo apostolo |          |